# Anita Horvat
Anita Horvat, slovenska atletinja, * 7. september 1996, Ljubljana.
Tekmuje v teku na 400 m, v katerem je 14. julija 2017 postavila slovenski državni rekord s časom 51,94 s. Leta 2017 je prvič nastopila na članskem velikem tekmovanju, svetovnem prvenstvu, kjer je obstala v predtekmovanju in zasedla 38. mesto. Leta 2023 je postavila tudi nov državni rekord v teku na 600 m.